# Ниакорнат
Ниакорнат (гренл. Niaqornat) — поселение в Гренландии с населением 68 человек (ноябрь 2006 года). Входит в состав коммуны Каасуитсуп. Посёлок расположен на северном побережье полуострова Нууссуак недалеко от кромки льда с широким видом на залив Уумманнак.

## Рыболовство
Жители зарабатывают на жизнь ловлей рыбы и морских млекопитающих. А именно на кольчатую нерпу, морского зайца, арфу, хохлача и моржей. Существует сезонный вылов нарвала, белуги, и, в крайне редких случаях, китов. Существует промысел атлантической трески, палтуса и акул. Киты были обнаружены в Ниакорнате ещё в ноябре прошлого года. Это показывает, что Ниакорнат, как и другие населенные пункты в северо-западной Гренландии, переживает последствия глобального потепления.

## Охота
Весной идёт ограниченная охота на белых медведей. Охота на оленя / карибу, арктических зайцев, куропаток и различных морских птиц по сезонам. Ниакорнат представляет собой традиционную культуру охоты. Передвижение на собачьих упряжках и небольших лодках используется во время охоты. Посёлок идеально расположен для исследования нарвалов, белух, белых медведей, кольчатых нерп, а также других животных. Ниакорнат является примером хорошо функционирующего небольшого поселения, в котором жители все ещё живут от эксплуатации местных биологических ресурсов, и она представляет собой продолжение гренландских традиций охоты.

## Ниакорнат сегодня
Посёлок имеет контакт с остальным миром посредством спутниковой и телефонной связи, и доступа в Интернет. В посёлке есть бак с 3 млн литров воды, которая поставляется из озера, которое находится в горах. Существует также общие дома, где жители имеют доступ к современной прачечной и бани. Жители создали местные организации, которые будут работать для привлечения большего числа туристов — особенно с круизных судов. В 2007 году Гренландский Институт природных ресурсов, здание главного офиса которого находится в Нууке, создал свою станцию в Ниакорнате. В ноябре 2007 года было 9 учеников в местной школе.

## Транспорт
В посёлке расположен вертодром Ниакорнат.